# Фесенко Тетяна (спортсменка)
Тетя́на Фесе́нко (* 1972) — українська веслувальниця. Чемпіонка світу.

## З життєпису
Народилась 1972 року. На Чемпіонаті світу з академічного веслування-1998 (Кельн) здобула золоту нагороду — веслування на четвірці; вона і Андрєєва Євгенія; Проскура Ніна та Савченко Тетяна.
Чемпіонат світу з академічного веслування 2003 — вісімка; срібна нагорода — вона та Євгенія Андрєєва; Тетяна Бахмат; Олена Жила; Ірина Дегтярьова; Стекольщикова Тетяна; Світлана Новиченко; Вікторія Вихрист; Тетяна Корзюкова.